# 德永绘里
德永繪里（1988年5月9日—）為日本大阪府吹田市出身的日本女演員，隸屬於FLaMme。身高156公分，血型O型。在贏得時裝雜誌「Pichilemon」的頭獎後，便成為專職模特兒，現在活躍於電影、電視劇等領域。

## 人物
- 家庭構成有從事獨自開店的父親、從事保育工作的母親、還有哥哥4個人的家庭。
- 在娘家有一隻貓。名字叫toto。
- 就像是爺爺奶奶養大的孩子。
- 小學時的夢想是當廚師。
- 有著給東西取名字的嗜好，對於自己愛用的縫紉機給取名叫「小百合」。

## 演出作品
主演以粗體字記載

### 電視劇
- Division1「放課後。」（2004年11月－12月、富士電視台） - 飾演 吉川藍
- 愛と死をみつめて （2006年3月19日、朝日電視台）
- ダンドリ。〜Dance☆Drill〜 （2006年7月－9月、富士電視台） - 飾演 江本香織
- ダンドリ娘 第9話（2006年8月16日、富士電視台） - 飾演 江本香織
- 福岡恋愛白書2 （2007年2月9日、九州朝日放送） - 飾演 花屋店長の娘
- フルスイング （2008年1月－2月、NHK） - 飾演 田邊詩織
- BLOODY MONDAY（2008年10月－12月、TBS）- 飾演 K/安斎真子
  - BLOODY MONDAY Season2 （2010年1月－3月） - 飾演 K/安斎真子
- 流星之絆 第4話（2008年11月7日、TBS）- 飾演 ちえみ
- 男装の麗人〜川島芳子の生涯〜（2008年12月6日、朝日電視台）- 飾演 千鶴子
- アザミ嬢のララバイ 第10話（2010年6月23日、每日放送） - 飾演 坂上花繪
- 妖しき文豪怪談 第2回「葉桜と魔笛 -太宰治×塚本晋也-」（2010年8月24日、NHK衛星高畫質頻道）
- 桂ちづる診察日録 第11・12話（2010年11月27日・12月11日、NHK） - 飾演 お朝
- 連續電視劇 犬飼さんちの犬（2011年1月－4月、東名阪ネット6） - 飾演 菊田萌子
- 四十九日的食譜（2011年2月15日－3月8日、NHK） - 飾演 井本幸惠
- 東野圭吾3週連續Special 迴廊亭殺人事件（2011年6月24日、富士電視台） - 飾演 藤森加奈江
- 荒川爆笑團（2011年7月－9月、每日放送） - 飾演 ステラ
- 日中邦交正常化40年記念紀錄片劇集 開拓者們（2012年1月1日－1月22日、NHK BS Premium） - 飾演 木戸浦チエ
- 晨間小說連續劇（NHK）
  - 小梅醫生（2012年4月2日－9月） - 飾演 澤田彌生
  - 小海女 第115話（2013年8月12日） - 飾演 年輕時期的天野夏
  - 笑天家（2017年10月－2018年3月） - 飾演 武井トキ
  - 歡呼 第71話 - 第75話（2020年9月21日－9月25日） - 飾演 梅根トキコ
- Dr.DMAT ～瓦礫下的醫師～ 第6話（2014年2月13日、TBS） - 飾演 江上明日香
- 美女與男子（2015年4月14日－8月25日、NHK）- 飾演 日邑梨花
- 總有一天要在第凡內吃早餐（2015年10月11日－12月20日、日本電視台） - 飾演 那須栞
  - 總有一天要在第凡內吃早餐 第二季（2016年1月10日－3月27日） - 飾演 那須栞
- 直美與加奈子 第1話（2016年1月14日、富士電視台）
- 擁有神之舌的男人 第4話（2016年7月29日、TBS） - 飾演 神村都
- 鐵證懸案～真相之門～ 第7話（2016年12月3日、WOWOW） - 飾演 五十嵐あゆみ
- 適婚女郎 （2018年4月20日－6月22日、NHK） - 飾演 岩代繪美
- 健康有文化的最低限度生活（2018年7月17日－9月18日、關西電視台） - 飾演 青柳円
- 戀之月（2018年7月27日－10月12日、東京電視台）- 飾演 平和子
- 大阪環狀線 每人在車站的愛情故事 第四季 第5話（2018年11月10日、關西電視台） - 飾演 鈴山かすみ
- 水果宅配便（2019年1月11日－3月29日、TBS）-  飾演 蜜柑（みかん）
- 白色巨塔（2019年5月22日－26日、朝日電視台） - 飾演 里見三知代
- Guilty 這個戀愛有罪嗎?（2020年4月2日－8月6日、日本電視台）- 飾演 秋山美和子
- 默默奉獻的灰姑娘 第9話（2020年9月10日、富士電視台週四劇場）- 飾演 若月陽菜
- 天國與地獄～瘋狂的2人～ 第7話（2021年2月28日、TBS） - 飾演 日高茜
- 來自灰色星球的小王子（2021年7月15日－9月23日、富士電視台） - 飾演 渡邊芽衣
- 秘密內幕～女警的反擊～ 第6話 - 最終話（2021年8月25日－9月15日、日本電視台）- 飾演 櫻紗織
- 群青領域（2021年10月－12月、NHK） - 飾演 藤崎つぐみ
- 螺旋的迷宮～DNA科學搜查～ 第3話（2021年10月29日、東京電視台） - 飾演 赤島典子
- 前科者 -新人保護司·阿川佳代-（2021年11月20日－12月25日、WOWOW） - 飾演 石川愛子
- 正直不動產 第2話（2022年4月12日、NHK） - 飾演 三浦ゆき
- 在這夜裏的女性們（日语：晝上がりのオンナたち）（2022年5月20日、日本電視台）- 飾演 谷本彩花
- 警視廳考察一課（2022年10月17日－12月26日、東京電視台） - 飾演 徳永りえ
- 東京的雪男 第1話（2023年2月4日 、NHK教育） - 飾演 小雪
- Get Ready! 最終話（2023年3月12日、TBS） - 飾演 寺內香苗
- 格雷斯的履歷（2023年3月19日－5月7日、NHK BS Premium）- 飾演 富樫阿彌子
- 屍活師 女王的法醫學3（2023年7月3日、東京電視台）- 飾演 橘結衣
- 如果她認為那就是愛（2025年4月3日－6月6日、讀賣電視台・日本電視台）- 飾演 篠木絹香
- 明天會是更好的一天 第1話（2025年7月7日、富士電視台）- 飾演 芳村加奈

### 电影
- 放郷物語 THROWS OUT MY HOMETOWN（2006年） - 飾演 花井愛子
- 扶桑花女孩（2006年9月23日） - 飾演 木村早苗
- 彩恋 SAI-REN（2007年8月4日） - 飾演 城户万里音
- 天使がくれたもの（2007年9月29日） - 飾演 本田美衣子
- 脱线女指挥（2008年3月15日） - 飾演 橘梨花
- 美声奇迹（2008年4月5日） - 飾演 野村ミズキ
- 阿基里斯与龟（2008年8月28日） - 飾演 倉持マリ
- 无家可归的中学生（2008年10月25日） - 飾演 村冈知惠
- ノーボーイズ,ノークライ（2009年8月22日） - 飾演 奈美
- 跟着春天的旅行（2010年5月22日） - ヒロイン・飾演 中井春
- 裁判长！这案子判刑4年，如何？（2010年11月6日） - 飾演 剑崎律师事务所・及川秘書
- 花水木（2010年8月21日） - 飾演 中村みなみ
- 犬饲桑之犬（2011年6月25日） - 飾演 菊田萌子
- はさみ hasami（2012年1月14日） - 飾演 木村弥生
- 荒川アンダー ザ ブリッジ（2012年2月4日） - 飾演 ステラ
- 六月燈の三姉妹（2014年5月31日） - 飾演 中薗荣
- しもつかれガール（2014年8月2日） - 飾演 山内里江
- 果し合い（2015年11月7日） - 飾演 牧江
- マンガ肉と僕（2016年2月13日） - 飾演 菜子
- 疑惑とダンス（2017年12月31日） - 飾演 カンナ
- 我很轻松（2019年11月15日） - 飾演 岛村美琴
- 転がるビー玉（2020年1月31日公開予定） - 飾演 アオキ

### CM
- 亞瑟士（2005年）
- 京王グループ（2006年）

### PV
- FUNKY MONKEY BABYS「ちっぽけな勇気」（2007年）
- aiko「星のない世界」(2007年)
- エイジアエンジニア「何も言えずに～最期の告白～」（2008年）
- JUJU「BELOVED」（2011年）

## 外部連結
- 官方介紹 （页面存档备份，存于）
- 德永绘里的Instagram帳戶